# Louds Island
Louds Island, también conocida una vez como Muscongus Island, es una isla en la bahía de Muscongus frente a la costa de Round Pond, un pueblo de Bristol, Maine. Tiene aproximadamente 3 millas (4,8 km) de largo y 1 milla (1,6 km) de ancho en su punto más ancho. La isla no tuvo un inodoro con descarga hasta 2009. El censo de 2010 enumera Louds Island con una población de cero. Es parte del territorio no organizado del condado de Lincoln.

## Historia
Según el cronista de la isla Charles McLane, Louds se separó de la ciudad de Bristol y también de Estados Unidos a principios de la década de 1860, aunque existen diferentes versiones de exactamente por qué. McLane dice que «la secesión, en cualquier caso, fue bastante real y Louds ha permanecido sin ciudad hasta el día de hoy y permaneció apátrida hasta principios de 1900».
Louds Island albergó un «asentamiento vigoroso que alcanzó su punto máximo en la era posterior a la guerra civil», pero su comunidad durante todo el año disminuyó durante el siglo siguiente. Su escuela cerró en 1962 y el último de los residentes durante todo el año partió poco después. Desde entonces, Louds ha acogido solo a rusticadores de verano. Según el censo de 2010, había 43 unidades de vivienda en la isla, todas para uso estacional o vacacional. La Iglesia de Loudville, ubicada cerca del centro de la isla, está incluida en el Registro Nacional de Lugares Históricos; fue construido en 1913 utilizando madera de una escuela originalmente en el asentamiento desalojado por la fuerza de la isla de Málaga en Phippsburg.

## Geografía
Según la Oficina del Censo de los Estados Unidos, el territorio no organizado tiene un área total de 15.0 millas cuadradas (38.8 km ²), de los cuales 1.6 millas cuadradas (4.0 km ²) son tierra y 13.4 millas cuadradas (34.7 km ²) son agua (90%). La isla en sí tiene 3 millas (4,8 km) de largo y 1 milla (1,6 km) de ancho en su punto más ancho.